# Leksička analiza
Leksička analiza ime je za proces raščlanjivanja znakova prilikom učitavanja izvornog koda računalnog programa, s ciljem da se proizvede izlaz kao niz simbola koji se zovu leksičke oznake (engl. lexical tokens) ili skraćeno oznake. Leksička analiza obično se radi s leksičkim analizatorom, posebnim programom koji učitava ulazne znakove i dijeli ih na posebne kategorije, koje zavise o programskom jeziku, na primjer: prepoznavanje varijabli, brojeva, znakovnih skupova, posebnih riječi - naredbe. Nakon ovog raščlanjivanja, leksički analizator ovako raščlanjen izvorni kod provlači kroz dio programa koji pregledava sintaksu programa, koje se kasnije koristi za stvaranje izvršnog koda programa. Leksički analizator je moguće napisati ručno ili se pri tome mogu koristiti programi pomagači koji mogu (npr. LEX koji je dostupan u slobodnom opticaju). Leksička analiza je jedna od osnovnih operacija tijekom prevođenja programa iz izvornog koda (viši programski jezik) u strojni jezik.

## Vanjske poveznice
- Lex za operacijski sustav Windows (engleski)  Arhivirana inačica izvorne stranice od 23. travnja 2006. (Wayback Machine)